# Stade auxerrois
Le Stade Auxerrois est un club omnisports basé dans la ville d'Auxerre.
Avec environ 2 500 licenciés dans 15 disciplines diverses (athlétisme, badminton, basket-ball, billard, Sport-boules, cyclosport, football, pétanque, skateboard, tarot, tennis, volley-ball, force athlétique et e-sport), il est le plus grand club omnisports du département de l'Yonne. Le Stade auxerrois possède également une section handisport de basket-ball.

## Histoire
Le Stade Auxerrois est né en 1942 de la fusion de deux associations auxerroises, l'Alliance vélo-sportive auxerroise (AVSA), fondée en 1904 et de l'Étoile sportive auxerroise (ESA) fondée en 1884.
Il fut le rival local de l'AJ Auxerre dans les années 1950 et 1960 où idéologie politique et religieuse se mêlaient à l'aspect sportif. Entre le club laïc de la ville (Stade auxerrois) et le club catholique du patronage (AJA), les matchs reflétaient les oppositions de l'époque. Aujourd'hui, le Stade auxerrois reste toujours un club populaire. La section football représente sa discipline la plus importante avec environ 400 licenciés.
Le siège du club et son stade se trouvent au Stade de l'Arbre-Sec, mis à disposition par la municipalité d'Auxerre. La plupart des activités ont lieu sur les installations du Stade auxerrois et dans différents équipements de la ville (salle Vaulabelle, Vélodrome, gymnases). Ses couleurs historiques sont le bleu et or.

## Section Cyclisme

Logo du Stade Auxerrois, Section Cyclisme

La section cyclisme dans les années 1970 avec son président Cortel avait remporté 49 victoires en 1968, dont le championnat de Bourgogne des indépendants avec Serge Guillaume, le championnat de Bourgogne des sociétés en CLM avec l'équipe Guillaume-Laurent-Mayda-Labrosse, le championnat de Bourgogne junior en 1969 avec Daniel Labrosse. Cette section était composée d'une centaine de licenciés dont soixante-dix coureurs. En 2020, la section est affiliée FFC, UFOLEP et FSGT

## Section Football

Logo du Stade Auxerrois, Section football

Depuis plus de 75 ans, la section football du Stade auxerrois accueille et accompagne les jeunes dans la pratique du football. Aujourd’hui, l’association possède deux labels décernés par la Fédération française de football qui récompense les clubs structurés : le label Jeune “Excellence” et le label École Féminine de Football “Bronze”.
| Comité de la section football | Comité de la section football |
| Nom                           | Période                       |
| ----------------------------- | ----------------------------- |
| Thierry Renault               | Président                     |
| Léande Valero                 | Vice-Président                |
| Charles Fontaine              | Secrétaire                    |
| Thierry Perriolat             | Trésorier                     |
| Yves Fornoni                  | Membre                        |
| Louis Rodriguez               | Membre                        |
| Paul-Henry Stempfel           | Membre                        |
| Bruno Jacquin                 | Membre                        |

### Section masculine
Le club du Stade auxerrois évolue actuellement en Régional 2. L'ancien international français Lionel Mathis est entraîneur de l'équipe première depuis 2017. L'équipe réserve évolue en Régional 3. Le Stade Auxerrois a participé aux premières éditions de la Coupe de France de Football. Pour le premier match de son histoire dans la compétition, elle fut opposée à l'AJ Auxerre et s'imposa dans le derby de l'Yonne sur le score de 6 buts à 1.
L’international français et vainqueur de la Coupe de France 1994 Pascal Vahirua évolue au club entre 2002 et 2005 après avoir pris sa retraite de joueur professionnel. Kuami Agboh, international togolais, évolue au club entre 2008 et 2011.
Le Stade auxerrois possède différentes équipes jeunes de U13 à U19 qui évoluent toutes à un niveau régional.
| Les Entraîneurs du Stade Auxerrois | Les Entraîneurs du Stade Auxerrois |
| Nom                                | Période                            |
| ---------------------------------- | ---------------------------------- |
| Kaj Andrup                         | 1946                               |
| Charlie Abraham                    | 2015 - 2017                        |
| Lionel Mathis                      | 2017 - 2020                        |
| Charlie Abraham                    | 2020 -                             |

### Palmarès du Stade auxerrois
| Coupe de France de Football Masculine | Coupe de France de Football Masculine |
| Saisons                               | Parcours                              |
| ------------------------------------- | ------------------------------------- |
| 1917-1918                             | éliminé en 1/16e de finale            |
| 1918-1919                             | éliminé en 1/8e de finale             |
| 1919-1920                             | éliminé en 1/16e de finale            |
| 1920-1921                             | éliminé en 1/32e de finale            |

## Section Basket & Handibasket
La section handibasket du Stade auxerrois s'est distinguée avec deux médailles de bronze en Coupes d'Europe.
| Joueurs célèbres de la Section Basket & Handibasket | Joueurs célèbres de la Section Basket & Handibasket |
| Nom                                                 | Section                                             |
| --------------------------------------------------- | --------------------------------------------------- |
| Claude Gillet                                       | Basket-Ball                                         |
| Jean-Luc Perquis                                    | Basket-Ball                                         |
| Pawel Storozynski                                   | Basket-Ball                                         |

### Palmarès européen[6]
- Coupe des Clubs Champions (EuroCup 1) :
  - 1982 :  3e place
- Coupe André Vergauwen (EuroCup 2) :
  - 1999 :  3e place

#### Palmarès national[7]
- Champion de France Nationale B (2e division) : 1992, 1997

## Section Pétanque

### National
Championnats de France,
- Championne de France
  - Doublette 2016 (Sabrina Binda et Marianne Couzon)
- Finaliste
  - Doublette 2015 (avec Sabrina Binda et Marianne Couzon)

### Départemental et régional
| Catégorie            | Champion | Champion | Vice Champion | Vice Champion |
| Triplette Mixte      | 2019     |          |               | 2018          |
| Doublette Sénior     | 2019     | 2018     |               |               |
| Triplette Sénior     | 2019     | 2018     | 2019          | 2018          |
| Triplette Provençal  | 2019     |          |               | 2018          |
| Tête à tête Minime   | 2019     |          |               |               |
| Triplette Vétéran    |          |          | 2019          | 2018          |
| Doublette Féminine   |          | 2018     | 2019          | 2018          |
| Doublette MIxte      |          | 2018     | 2019          | 2018          |
| Tête à tête Féminine |          |          |               | 2018          |
| Tête à tête Sénior   |          | 2018     |               | 2018          |
| Doublette Provençal  |          | 2018     |               |               |
| Triplette Féminine   |          |          |               | 2018          |
| Tir                  |          | 2018     |               |               |

| Catégorie          | Champion | Champion | Vice Champion |
| Triplette Vétéran  | 2019     | 2018     |               |
| Tête à tête Sénior | 2019     |          |               |
| Doublette Sénior   |          | 2018     |               |
| Doublette Mixte    |          |          | 2018          |
| Triplette Sénior   |          | 2018     |               |

## Installations

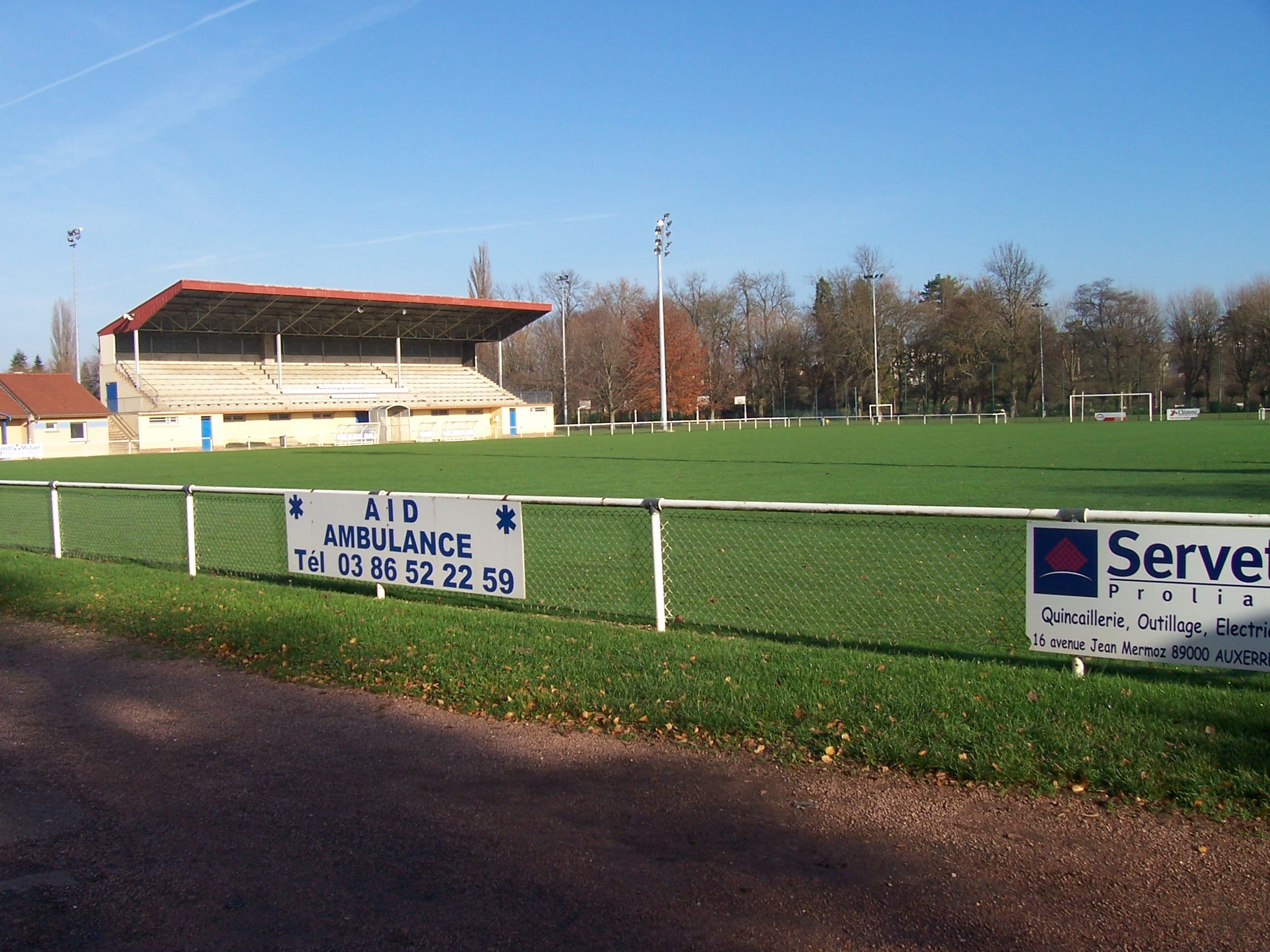
Stade de l'Arbre-Sec.
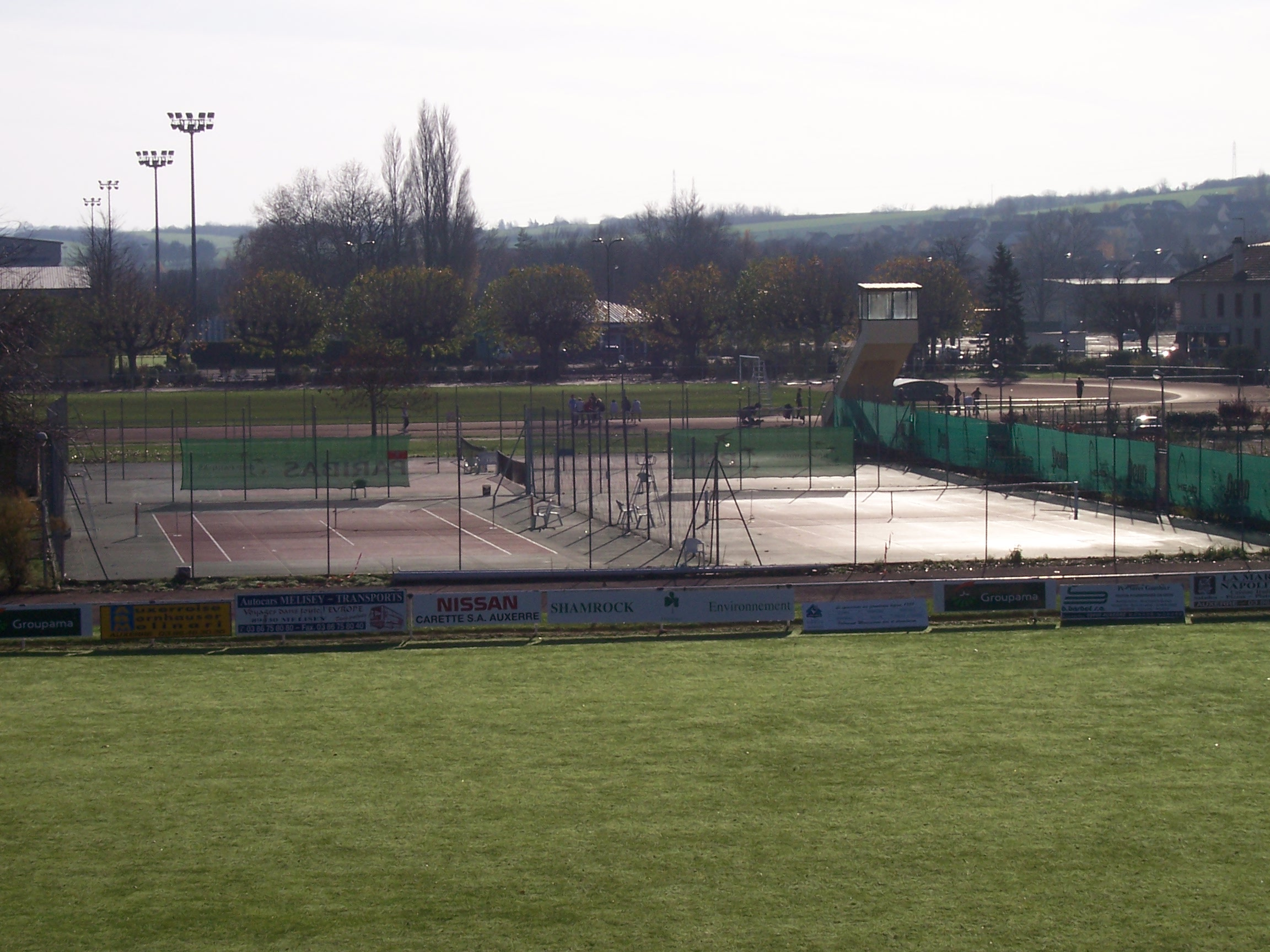
Courts de tennis du club.